# Thyropus similis
Thyropus similis is een vlokreeftensoort uit de familie van de Parascelidae.